# ایمیدوئیل کلرید

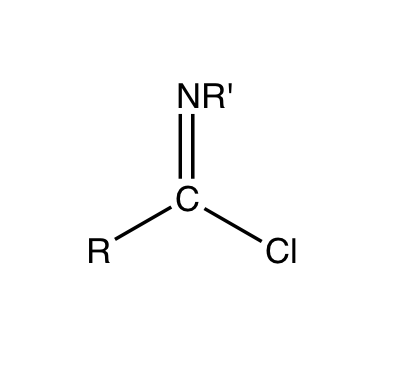
گروه عاملی ایمیدوئیل کلرید.

ایمیدوئیل کلریدها (به انگلیسی: Imidoyl chloride) ترکیبات آلی شامل گروه عاملی RC(NR')Cl هستند. در این ترکیبات یک پیوند دوگانه بین R'N و کربن مرکزی وجود دارد. این ترکیبات آنالوگ ساختاری آسیل کلرید هستند.